# 조충 (창서)
조충(曹沖, 196년 ~ 208년)은 중국 후한 말의 인물로, 조위의 추존 제후왕이다. 자는 창서(倉舒), 시호는 등애왕(鄧哀王)이다. 조조의 8남으로, 13세의 나이에 요절하였다.

## 생애
조충은 어릴 때 명석한 두뇌로 두 가지 일을 해결해주었는데, 하나는 코끼리의 무게 재기였고, 다른 하나는 쥐가 말 안장을 쏠아서 혼이 날 우려가 있는 병사의 근심을 덜어준 이야기이다.
또한 형벌을 받는 이들 중 억울한 자들의 사정을 헤아렸으며, 평소 충실한 관리의 실수로 인한 처벌을 관대하게 해 줄 것을 요청하였기에 조조는 그의 총명함과 인자함을 칭찬했다.

## 사후
건안 12년(208년), 13세의 나이로 병에 걸려 죽게 되었다. 조조는 조충을 살릴 수 없었으므로 명의 화타를 죽인 것을 크게 후회했다. 그리고 조비, 조창, 조식 같은 다른 아들들에게 '그의 죽음은 나에게는 불행이나 너희들에겐 행운이다.'라며 내심 후계자로 생각하고 있었던 듯한 말을 남겼다. 조비도 황제가 된 후에 '조충이 일찍 죽지 않았다면 나는 이 자리에 없었을 것'이라고 얘기했다. 황초 2년(221년)에 시호를 내려 등애후(鄧哀侯)라 했고, 작위를 올려 공(公)으로 했다. 태화 5년(231년), 작위를 올려 등애왕이라 칭했다.

## 일화

### 1.코끼리의 몸무게 (조충칭상曹沖秤象)
북방 지역의 위나라 조조가 남방 지역 오나라 왕으로부터(손권) 코끼리 한 마리를 선물 받았다. 북방 지역 사람들은 일찍이 이렇게 큰 동물을 본 적이 없었다.
조조는 코끼리의 몸무게가 얼마나 되는지 궁금했다. 그렇지만 코끼리의 몸무게를 잴 수 있을 만큼 큰 저울은 없었다.
코끼리의 몸무게를 잴 수 있는 방법을 아무도 생각해내지 못했다.
이때 조조의 다섯 살 난 막내 아들 조충이 아버지의 궁금증을 풀어주겠다고 나섰다.
그는 코끼리 부리는 사람을 시켜 코끼리를 강에 떠 있는 배로 데리고 가도록 하였다.
코끼리의 무게 때문에 배는 물 속으로 어느정도 잠겼다.
그는 또 다른 배를 타고 가서 코끼리가 타고 있는 배가 어디까지 가라앉아 있는지 표시를 해 두었다.
그런 뒤에 코끼리를 내리게 하고 배에 돌을 실으라고 하였다.
이미 표시해둔 곳까지 배가 잠겼을 때 조충은 이렇게 말했다.
"이제 돌들을 꺼내어 그 무게를 달아보면 될 것입니다. 돌들의 무게를 모두 합하면 코끼리의 무게를 알 수 있을 것입니다."
-중국에서 자라는 어린이들은 이 이야기를 모두 알고 있다고 합니다. 그렇지만 얼마나 많은 어린이들이 조충처럼 할 수 있을까 하고, 제가 소유한 책의 저자는 전합니다.-

### 2.쥐가 갉아먹은 안장
조충과 얽힌 또 다른 이야기입니다.
조조는 말을 무척이나 아꼈고 값비싼 안장들도 몇 개 가지고 있었다.
어느 날 광을 책임지고 있는 사람이 광에 보관되어 있는 안장을 살펴보다가 쥐들이 안장을 갉아먹은 것을 알게 되었다.
그는 조조가 자신을 쉽게 용서하지 않으리라 생각하고 두려워했다.
그래도 조조에게 안장이 어떻게 되었는지 보고하고 벌을 받는 편이 나으리라고 생각하였다.
그런데 그때 조충이 다가왔다. 조충은 그 사람의 안색이 좋지 않은 것을 보고는 무슨 까닭인지 물었다.
조충은 자초지종을 들은 뒤 아버지에게 보고하기 전에 사흘의 말미를 달라고 하였다.
다음날 조충은 주머니칼로 자신의 옷에 작은 구멍을 뚫었다. 그 구멍들은 마치 쥐가 갉아먹은 것처럼 보였다. 조충은 부루퉁하게 골이 난 표정을 짓고는 아버지를 뵈러 갔다.
"아버지, 쥐들이 옷을 갉아먹은 사람에게는 좋지 않은 일이 벌어진다고 하던데, 오늘 아침에 보니 제 옷에 쥐들이 갉아먹은 자국이 남아 있어요. 옷이 못쓰게 되고 말았어요."
조조가 조충의 걱정을 덜어주려고 따뜻한 목소리로 말했다.
"얘야, 그런 터무니없는 말은 믿지 마라. 걱정할 것 없다."
잠시 후 광을 지키는 사람이 쥐들이 안장을 갉아먹은 사실을 보고하러 왔다. 조조는 웃으며 말했다.
"쥐들이 내 아들놈의 옷도 갉아 먹었다네, 그러니 쥐들이 안장을 갉아먹었다고 해서 놀랄 일이 아니지. 앞으로는 더욱 신경을 쓰도록 하게나."
-조충은 영리하고 재기가 넘치는 소년이었다. 또한 어려운 처지에 처한 사람들을 동정하는 마음도 지니고 있어서 죄를 지었지만 정상이 참착되는 상황에 놓은 사람들을 변호해주기도 하였다.
조조도 이러한 조충을 가장 사랑하였으며 자신의 후임으로 삼고 싶다고 여러 번 말하기도 하였다. 그러나 조충은 열세 살의 나이에 병이 들어 죽고 말았다.-

## 친척 관계
- 조조 (아버지)
- 환부인 (어머니)
  - 조충
  - 조거(曹據) (아우)
    - 조종(曹琮)

  - 조우 (아우)

조거의 아들 조종은 황명으로 백부 조충의 뒤를 받들었다. 건안 22년(218년) 등후에 봉해졌고, 황초 3년 관군공, 황초 4년 기씨공에 봉해졌다. 경초 원년(237년), 중방감에서 금지된 물건을 만들었으므로 3백 호가 깎이고 도향후로 폄작되었다. 2년 후 기씨공으로 회복되었고, 정시 7년(246년)에 평양공이 되었다.

## 같이 보기
- 삼국지 인물 목록
- 진수 (서진)
- 배송지